# مفطورة فطرانية
مفطورة فطرانية (بالإنجليزية: Mycoplasma mycoides)‏ هي نوع من البكتيريا، سلبية الغرام، تتبع المفطورة.